# Krosno (stacja kolejowa)
Krosno – stacja kolejowa w Krośnie, w województwie podkarpackim, w Polsce. Na stacji zatrzymują się pociągi osobowe spółki Przewozy Regionalne i pospieszne spółki PKP Intercity.

## Ruch pasażerski
| Rok  | Wymiana pasażerska na dobę |
| ---- | -------------------------- |
| 2017 | 20-79                      |
| 2022 | 50-99                      |